# Inmigración coreana en México
Los coreanos llegaron en 1905 al suelo mexicano; la primera llegada se produjo en el Puerto de Salina Cruz, Oaxaca. Fueron traídos para trabajar en las haciendas henequeneras de Yucatán; se estima que eran aproximadamente 1033; aun hoy en día muchos de sus descendientes conservan sus apellidos en los municipios de Yucatán. Algunos de sus miembros prosperaron y mantienen importantes empresas en la industria textil del Valle de México. Hubo una nueva llegada de surcoreanos a principios de 1990, y según el censo del año 2000, había 2100 surcoreanos residiendo en el país, según datos del censo coreano del año 2009, hay 12,072 coreanos residiendo en México. Los mexicanos de origen coreano se han establecido principalmente en el centro de la Ciudad de México, Mérida, Chiconcuac, Querétaro, Ecatepec, Tlaxcala y la ciudad de Puebla. En 2018 según el Ministerio de Relaciones Exteriores de Corea del Sur se estima que en México hay 50.000 mexicanos de ascendencia coreana y 11.107 coreanos residiendo en México lo que da un total de 61,107 coreanos viviendo en México.

## Historia
Los barcos que desembarcaban del Puerto Chemulpo, Incheon viajaban durante 45 días hacia Salina Cruz, con cientos de coreanos que en su mayoría familias de campesinos, en total eran 1,033 coreanos que llegaron a la península de Yucatán en los primeros años del siglo XX.
Los coreanos fueron traídos a la Península de Yucatán para trabajar en las labores del campo, los hacendados henequeneros de Yucatán y Pinar del Río (Cuba), contrataron mano de obra barata traída de Corea así mismo como indígenas mayas que eran empleados en trabajos forzados para la producción del henequén.

## Principales comunidades

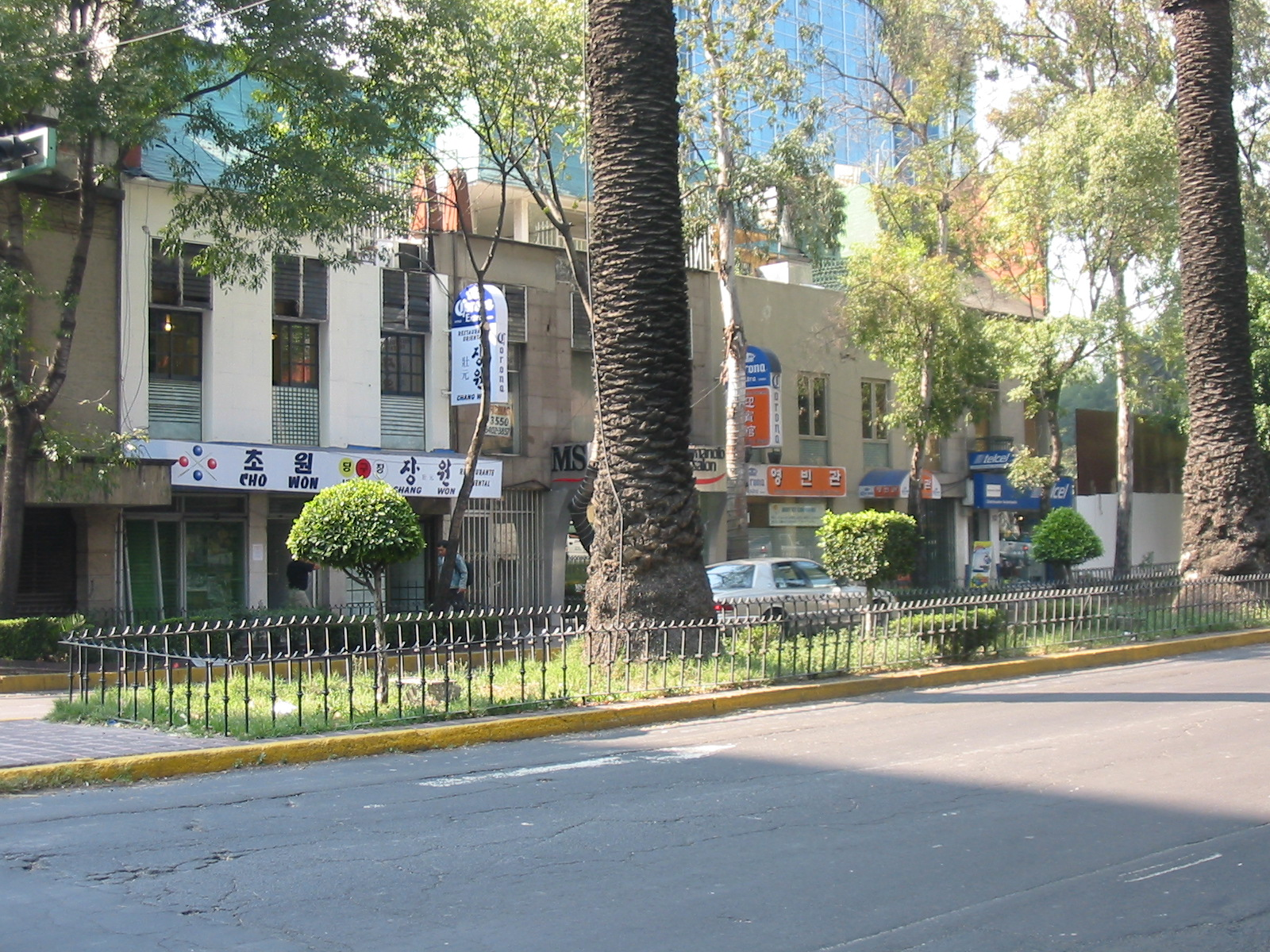
La Zona Rosa también alberga a la comunidad coreana de la Ciudad de México. Restaurantes coreanos ubicados en la calle de Florencia.

Establecimiento coreano en Puerto Ceiba, Tabasco.

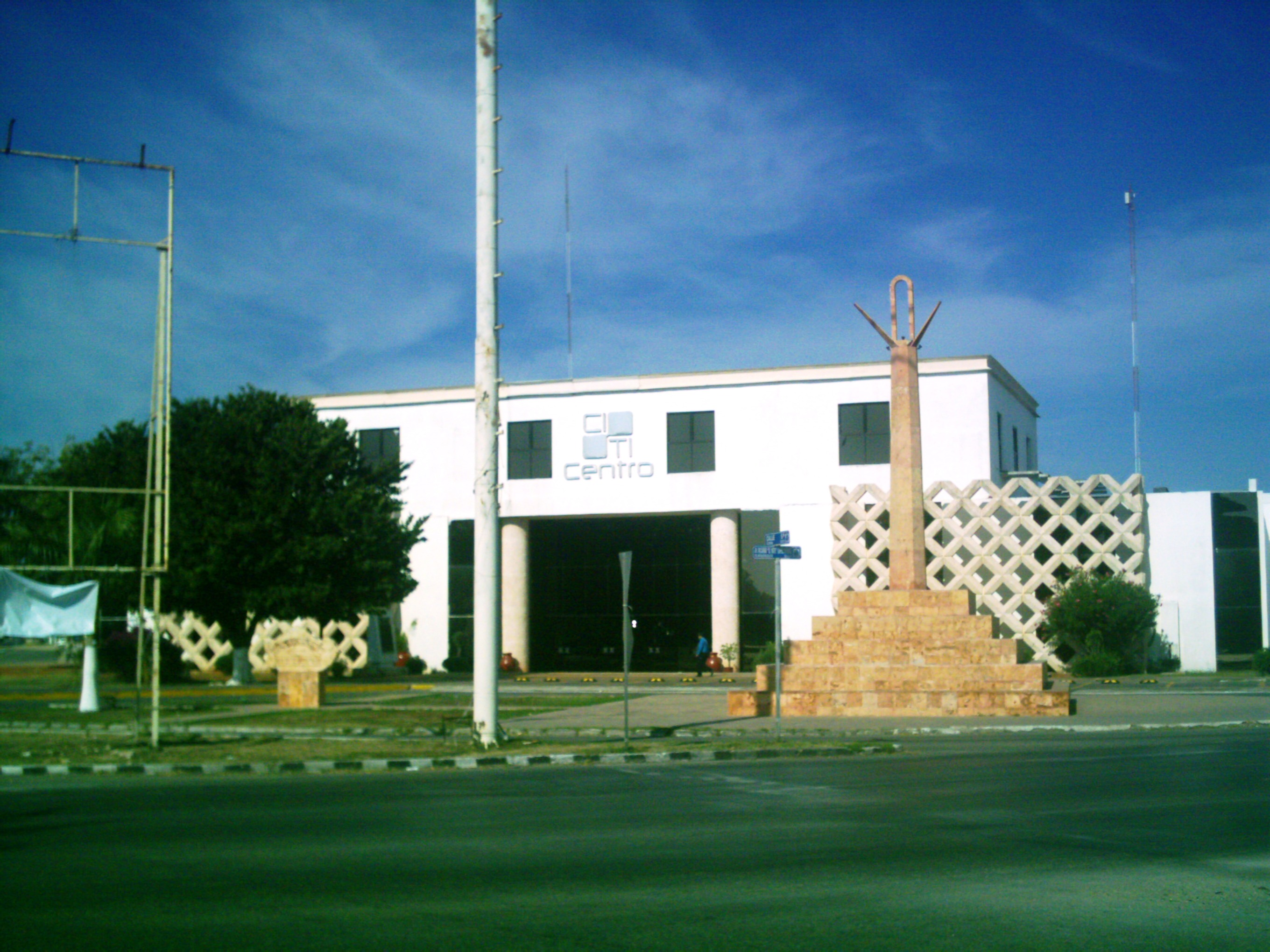
Monumento a la inmigración coreana en Yucatán.

### Ciudad de México
La Ciudad de México es uno de los principales asentamientos de comunidades coreanas en todo el país, en esta ciudad se encuentran los principales centros de reunión de inmigrantes y las asociaciones más numerosas de los coreanos.

### Nuevo León
Se han establecido en el estado de Nuevo León comunidades de inmigrantes coreanos, esto debido al asentamiento de compañías internacionales, en este caso coreanas en el estado de Nuevo León en el que se concentra una gran parte de las actividades industriales del país. Miles de inmigrantes coreanos han establecido comercios, viviendas, industria y espacios culturales por todo el estado, concentrándose sobre todo en los municipios de Monterrey, San Pedro Garza García, Apodaca y Pesquería; este último se destaca por el fenómeno «Pescorea» debido a que es donde se albergan la mayor parte de surcoreanos en territorio neoleonés.
Debido a dichas inmigraciones se han dado relaciones e intercambios culturales entre mexicanos y coreanos, generando distintos convenios entre universidades y empresas; esto ha incrementado el interés de la población neoleonesa por su cultura, en los ámbitos de gastronomía, deporte, música, cine, laboral, etc. así como ha incrementado considerablemente el interés por aprender el idioma.

### Tabasco
El pueblo de Paraíso, en el estado de Tabasco, se ha establecido una importante comunidad coreana en el sureste del país, los coreanos han establecido comercios, viviendas y restaurantes, a raíz; de la contratación de coreanos en la Refinería de Dos Bocas y Puerto Ceiba. Actualmente los coreanos establecidos en Paraíso son alrededor de 820 ciudadanos adultos que han emigrado con familias completas.

### Tamaulipas
En el puerto de Tampico, en el estado de Tamaulipas, se ha establecido una comunidad coreana que arribó a México en el año de 1916, los coreanos de la Huasteca han establecido en grandes comercios, empresas internacionales y en la industria petrolera. Han credo una comunidad donde la educación de sus hijos es inglés, coreano y español.

### Veracruz
En el puerto de Coatzacoalcos, en el estado de Veracruz, se ha establecido una comunidad coreana que arribó a México en el año de 1916, los coreanos de Coatzacoalcos han establecido en comercios, viviendas y en la industria petrolera.

### Yucatán
La comunidad coreana más antigua del país se establecierón en Yucatán, llegaron miles de jornaleros coreanos a las haciendas henequeneras del estado.

## Tabla de flujos migratorios
| 1903 | 1,033 |
| 1990 | 1,394 |
| 2000 | 2,100 |
| 2010 | 3.961 |
| 2020 | 5.339 |

Fuente: Censo de Población y Vivienda 2010

## Inmigrantes notables
Dai-won Moon es un artista marcial mexicano naturalizado nacido en Corea del Sur y es conocido como el "Padre del taekwondo mexicano".
Ssoni Park es una estilista con salón en Pequeño Seúl (Zona Rosa) que atrae a clientes de todo el país entre muchos modelos, actores y cantantes, como la Banda El Recodo, Klezmerson, amigos del arquitecto Michel Rojkind, y quienes buscaban sus servicios tras aparecer en los créditos de un cortometraje de Raquel Romero Monterrubio.
Sujin Kim, más conocida como Chingu Amiga, es también una de las personas surcoreanas más conocidas en México y América Latina. Se mudó de Corea del Sur a Monterrey, Nuevo León en 2016 para trabajar en sedes mexicanas de empresas coreanas como economista graduada, estudió una maestría en Relaciones Internacionales en la Universidad Autónoma de Nuevo León en la Facultad de Ciencias Políticas y Relaciones Internacionales. Kim también trabajó como profesora de idioma coreano en la misma universidad y en su propio sitio web. En 2021 obtuvo reconocimiento en las redes sociales con videos cortos en los que compartía su vida y sus experiencias como coreana viviendo en México, ganando más de 20 millones de seguidores en TikTok y 7 millones en YouTube. Desde 2022 vive en la Ciudad de México debido a su carrera en internet.
Ha Dong Hwa nacido en Argentina de padres Sur Coreanos ex-seleccionado de rugby sub-19